# Rainald III. (Joigny)
Rainald III. von Joigny (* vor 1096; † 1150) war ein Graf von Joigny in der französischen Region Bourgogne-Franche-Comté.
Rainalds familiäre Herkunft ist schwierig zu bestimmen. In der gängigen genealogischen Literatur wird er mit dem gleichnamigen älteren Sohn des Sire Gottfried II. von Joinville identifiziert. Diese Vermutung stützt sich auf einem Eintrag des Chronisten Alberich von Trois-Fontaines der die Brüder Renardum…comes Ioviniaci…et Rogerum Ioveville (Rainald und Roger) als Söhne des Iovevillam Gaufridus secundus (Gottfried II. von Joinville) nannte. Der Chronist schrieb den Titel comes Ioviniaci auch allen Vorfahren der Brüder bis zu Stephan von Vaux zu, die dementsprechend in der jüngeren Literatur ebenfalls als Grafen von Joigny genannt werden. Allerdings ist dabei unklar, ob es sich dabei um eine alternative Schreibform des Grafentitels von Joigny handelte oder dieser Titel aus einer irrigen Konfusion der Namen „Joinville“ und „Joigny“ durch den Chronisten resultiert, da Alberich auch der einzige ist, der diesen Titel für die Familie Joinville verwendete. Letztere Annahme erscheint plausibler, zumal sonst weitere genealogische Widersprüche entstünden, da neben den ersten Sires von Joinville auch weitere Grafen von Joigny überliefert sind, die nicht mit ihnen in einem familiären Zusammenhang gebracht werden.
Eine Alternative hingegen bietet ein Eintrag in der Historia des Mönches Aimon von Fleury. Der nannte die Brüder Guidonem et Raynardum Comitem de Johegneio als Söhne einer Tochter von Joscelinum de Cortinaco (Joscelin von Courtenay). Demzufolge die Wahrscheinlichkeit besteht, dass Rainald III. einen Bruder namens Guido hatte und beide Söhne des Grafen Rainald II. von Joigny gewesen wären. Graf Rainald II. wurde eine Generation vor ihnen im Jahr 1096 als Teilnehmer des Ersten Kreuzzuges genannt, er könnte der Ehemann der Tochter von Courtenay gewesen sein. Sein möglicher Schwager Joscelin von Courtenay machte sich ebenfalls als Kreuzfahrer einen Namen.
Rainald III. heiratete in erster Ehe Wandelmode von Beaujeu, Tochter des Humbert II. von Beaujeu (Haus Beaujeu). In zweiter Ehe heiratete er Alice, die Tochter des Stefan II. von Blois und der Adela von der Normandie. Er trat 1131 als Zeuge bei der Gründung der Prämonstratenserabtei von Dilo (heute Arces-Dilo, Département Yonne), 20 km nordöstlich von Joigny, durch König Ludwig VI. von Frankreich auf.
Ebenso wie seine Herkunft ist auch Rainalds Nachkommenschaft nicht gesichert. Für den nächstgenannten Grafen Rainald IV. († um 1172) liegen keinerlei genealogischen Hintergründe vor, wenngleich es naheliegt, dass er ein Sohn von Rainald III. war. Erst ab Rainald IV. kann eine lückenlose Genealogie aller nachfolgenden Grafen von Joigny nachvollzogen werden (siehe Haus Joigny).